# 쩐흥다오
쩐흥다오(베트남어: Trần Hưng Đạo / 陳興道, 1228년 ~ 1300년)는 대월 쩐 왕조의 황족이자 장군이다.

## 생애
대월 쩐 왕조의 초대 황제 태종의 형인 쩐리에우의 아들이다. 본명은 쩐꾸옥뚜언(陳國峻)이고, 흥다오는 후에 그 공적을 칭송하여 주어진 호칭이다.
처음에는 조정의 실권을 잡고 있던 쩐투도에 의해서 아버지 리에우가 실각당하고 조정과 대립하던 시기도 있었지만, 지용이 뛰어난 인물로 후에는 장군으로 중용되었다.
1257년 운남성에서 인근의 민족들을 토벌하던 몽골의 장군 우량카다이(몽골어: ᠤᠷᠢᠶᠠᠩᠬᠠᠳᠠᠢ)가 송나라를 공격하기 위해 베트남에 길을 빌려달라며 사신을 보내자, 태종은 사신을 옥에 가두었다. 쩐은 이 때 변경 방비의 임무를 맡게 된 것도 이 때였다.
이에 우량카다이는 군사를 이끌고 홍강(紅江)과 로강(Lo 江)을 따라 현 하노이인 탕롱(昇龍)성에 입성하였으나, 식량 부족과 기후 문제로 군사들의 사기가 위축되고 베트남을 정복할 생각은 없었기 때문에 곧 철수를 시작했다. 이에 베트남 측도 이듬해 12월 동더우보(東頭步)에서 반격을 시작했지만 전쟁을 수행하기 어려웠기 때문에 몽골에 사절을 보내 화약을 맺고, 3년에 한 번 입공(入貢)할 것을 약속했다.
1283년 원나라의 쿠빌라이 칸이 군대를 보내 참파를 침공하여 당시 참파의 수도인 서울를 함락시키고 베트남에게 참파 정벌에 동원시킬 병사를 요구하였다. 베트남 측은 이 요구를 거절했고, 이에 쿠빌라이 칸은 해로를 통해 베트남 침공을 시도했다. 하지만 태풍으로 인해 큰 손실을 입고 퇴각했다.
하지만 쿠빌라이 칸은 1285년에 다시 아들 진남왕 토곤을 시켜 50만 대군을 이끌게 하여 다시 베트남을 침공했고, 위급함을 느낀 인종은 쩐흥다오를 국공(國公)으로 삼아 군대를 통솔하게 하고 덕망있는 촌로들을 모아 항복을 할 것이냐, 항전을 택할 것이냐를 물었다. {연홍회의(延洪會議)}
쩐흥다오가 이끄는 쩐 왕조의 군대는 토곤의 몽골군을 맞아서 열심히 싸웠지만 수적으로 열세였기 때문에 결국 수도인 탕롱성이 함락되고 태상황 태종과 인종은 겨우 탕 롱을 탈출해서 타인호아(Thanh Hoa 淸化)로 도망쳤다. 다행히도 이내 다시 전열을 수습해서 탕롱을 점령한 원군을 사방에서 공격해서 수세로 몰아넣었다. 이 때 쩐흥다오는 "항복을 결정하셨다면, 일단 신(臣)의 목부터 베어주소서"라 말했다고 한다. 이 당시 그는 《병서요략(兵書要略)》을 엮고나서 <격장사문(檄將士文)>이란 글을 지었는데, 이 글을 보면 몽골과의 전쟁에 임하는 그의 진중하고 비장한 태도를 엿볼 수 있다.
이제 나는 너희들에게 분명히 말해둔다. 마땅히 장작더미 밑에 불을 놓아둔 위기라고 여겨야 하고, 뜨거운 국물에 데어본 사람이 찬 나물도 불면서 먹듯이 경계해야 한다. 사졸들을 훈련시키고 활쏘기를 연습시켜서 모두가 봉몽(逢蒙: 중국 신화에 나오는 명사수)이나 후예(后羿: 봉몽의 스승)같은 명사수가 되도록 해야 한다. 필렬(必烈 : 쿠빌라이)의 머리를 대궐 아래 매달고, 운남왕(雲南王 : 쿠빌라이의 아들인 토곤)의 살점을 고가(藁街 : 한나라의 수도 장안의 남문에 있던 거리, 죄인의 목을 베어 효수하는 곳이었다.)에서 썩게해야 한다. (그렇게 된다면) 나의 채읍(식읍)이 길이 전해질 뿐 아니라 너희들의 봉록 또한 종신토록 주어질 것이다. 나의 권속(眷屬)들이 편안한 잠자리를 얻게될 뿐만 아니라 너희들의 처자식 또한 평생을 함께할 것이다.

이 격문을 읽은 병사들의 사기는 다시 솟아올랐고, 1285년 6월, 다시 탕롱성을 탈환하였다. 결국 토곤은 군대를 베트남에서 철수시켰다.
1287년 말 원의 군대가 다시 처들어오자 쩐흥다오는 군사를 탕롱성에서 철수시키고 원의 보급선을 격파시킨 다음 바익당강 바닥에 말뚝을 박고 썰물이 될때까지 기다린 후 원나라의 함선을 궤멸(바익 당 전투)시켰다. 이에 원의 군대는 퇴각하였고, 이후 인종은 사죄의 뜻으로 원에 포로를 되돌려보냈다.
그는 1300년에 "군대는 부모자식처럼 단결시키고 백성을 너그럽게 대하여 그 힘으로 대업을 이루십시오."라는 유언을 남기고 사망하였는데, 임종 때 황제가 그 죽음을 슬퍼하였다고 전해진다. 참파왕 체만은 1306년에 인종의 딸과 정략 결혼을 하고 양국 관계를 유지하려 했지만 1307년 체만이 갑자기 죽고, 베트남과 참파는 다시 항쟁의 수렁에 빠져들었다. 저작으로는《병서요략(兵書要略)》,《만법종비전서(萬劫宗秘傳書)》가 있다.

## 저서
- 《병서요략(兵書要略)》
- 《만법종비전서(萬劫宗秘傳書)》

## 같이 보기
- 베트남의 역사